# Sescorts
Sescorts o Ses Corts és una balma del Parc Natural de Sant Llorenç del Munt i Serra de l'Obac

## Descripció
Aquesta balma pertany al municipi de Matadepera a la comarca del Vallès Occidental, està situada al vessant nord-est de la Mola, al massís de Sant Llorenç del Munt. Està sota la vertical de la Roca Petanta i l’accés es fa baixant per la Canal de la Coma de l’Abella, a l’alçada del Morral de Drac.
Es tracta d’un conjunt de set concavitats amb un recorregut d’amplada de façana de 250 metres. De totes aquestes cavitats, dues són les que ofereixen un interès morfològic més destacat. Una, és la que ocupa el lloc central entre totes elles i l'altra la situada més cap a ponent del conjunt.  La cova central, d'escassa profunditat, té una obertura de notables dimensions. La volta és limitada per un pla d'estratificació i en el fons es troba una colada estalagmítica i una petita font.  La cavitat més occidental presenta un major desenvolupament planimètric. L'entrada, allargada seguint el pla d'estratificació, dona pas a un ampli vestíbul, en el que es troben nombroses columnes de roca, producte de la desaparició parcial de diferents conductes reticulars preexistents.
No hi ha cap indici que assenyali que es tracta d’un jaciment arqueològic. Segons el Catàleg municipal diversos autors parlen de l'existència de murs de pedra seca d'uns dos metres d’alçària que tancaven i protegien la balma i de la possible funció de recinte o refugi pel bestiar a partir del topònim.
És dins del límit del Parc Natural de Sant Llorenç del Munt i l'Obac, creat el 1972. Des del 2000 també forma part de l'Inventari d'espais d'interès geològic de Catalunya (IEIGC) inventariat com espai d'interès geològic en el conjunt de la geozona Sant Llorenç del Munt i l'Obac, la qual forma part del parc natural majoritàriament.